# 麹町警察署
麹町警察署（こうじまちけいさつしょ）は、警視庁が管轄する警察署の一つであり、警視庁のみならず全国全ての警察において最大規模を誇る筆頭警察署として知られる。長い間に亘って「日本で最初に開設された警察署である」と言われてきたが、誤りである。署員数300名以上の大規模警察署であり、署長の階級は警視正。識別章所属表示はMA。車両の対空表示は「麹」。

## 概要
警視庁第一方面本部に属し、千代田区の西部を管轄している。
1936年（昭和11年）2月26日に発生した二・二六事件では、事件を起こした反乱軍によって占拠された警視庁本部に代わって機能した警察署であり、昭和天皇自らが事件の状況確認のため麹町警察署と連絡を取っていたとされる。
このような経緯もあり、キャリアとして採用された警察官僚が現場研修を行なう事例の多い所轄署の1つとして知られ、多くの警察官僚が此処での署長職を経験している。

## 所在地
- 東京都千代田区麹町一丁目4番地
- 最寄駅：地下鉄半蔵門線・半蔵門駅または地下鉄有楽町線・麹町駅

## 管轄区域
千代田区の西部（旧麹町区の西部）を管轄している。管内には主に皇居や首相官邸、国会議事堂、霞が関の官庁街、最高裁判所、英国大使館、靖国神社など、多くの警備対象である施設が集中する。皇居の脇、北の丸公園の端には警視庁第一機動隊がある他、警視庁本部も存在する。
- 千代田区
  - 千代田（皇居の存する区域を除く。皇居の存する区域は丸の内警察署の所管）
  - 北の丸公園（全域）
  - 一ツ橋一丁目（二丁目は神田警察署の所管）
  - 霞が関二・三丁目（一丁目は丸の内警察署の所管）
  - 永田町一・二丁目（全域）
  - 隼町（全域）
  - 平河町一・二丁目（全域）
  - 紀尾井町（全域）
  - 麹町一・二・三・四・五・六丁目（全域）
  - 一番町（全域）
  - 二番町（全域）
  - 三番町（全域）
  - 四番町（全域）
  - 五番町（全域）
  - 六番町（全域）
  - 九段南一・二・三・四丁目（全域）
  - 九段北一・二・三・四丁目（全域）
  - 富士見一・二丁目（全域）
  - 飯田橋一・二・三・四丁目（全域）

## 沿革
- 1881年（明治14年）1月14日　開設。
- 1903年（明治36年）6月19日　現在地に移転。移転当時、麹町区役所に隣接していた。
- 1945年（昭和20年）5月25日　空襲により外壁を残し焼失。庁舎は補修が施され、1976年（昭和51年）の現庁舎建設開始まで使用された。
- 1978年（昭和53年）6月19日　現庁舎完成。

## 組織
- 警務課
- 会計課
- 交通課
- 警備課
- 地域課
- 刑事組織犯罪対策課
- 生活安全課

## 交番
- 麹町四丁目交番（千代田区麹町四丁目1番地1）
- 市ケ谷見付交番（千代田区九段北四丁目4番1号）
- 九段下交番（千代田区九段南一丁目6番2号）
- 五味坂交番（千代田区三番町5番地）
- 飯田橋駅前交番（千代田区富士見二丁目9番4号）

## 警備派出所
- 衆議院議長公邸警備派出所（千代田区永田町二丁目18番1号）
- 参議院議長公邸警備派出所（千代田区永田町二丁目18番1号）
- 永田町警備派出所（千代田区永田町二丁目10番1号）
- 半蔵門警備派出所（千代田区麹町一丁目2番地1）

## 地域安全センター
- 竹橋地域安全センター（千代田区一ツ橋一丁目1番1号）